# Nationale 1950-1951
La Nationale 1950-1951 è stata la 29ª edizione del massimo campionato francese di pallacanestro maschile. La vittoria finale è stata ad appannaggio del R.C. de France.

## Risultati

### Fase a gironi

#### Gruppo A
|    | Squadra          | G  | V  | N | P  | PF | PS | P.ti | Qualificazione           |
| -- | ---------------- | -- | -- | - | -- | -- | -- | ---- | ------------------------ |
| 1. | P.U.C.           | 14 | 12 | 1 | 1  | 0  | 0  | 39   | finale                   |
| 2. | ASVEL            | 14 | 11 | 0 | 3  | 0  | 0  | 36   |                          |
| 3. | ASPO Tours       | 14 | 10 | 0 | 4  | 0  | 0  | 34   |                          |
| 4. | Auboué           | 14 | 7  | 0 | 7  | 0  | 0  | 28   |                          |
| 5. | Montbrison       | 14 | 5  | 1 | 8  | 0  | 0  | 25   | retrocesse in Excellence |
| 6. | JDA Ménilmontant | 14 | 4  | 1 | 9  | 0  | 0  | 23   | retrocesse in Excellence |
| 7. | Stade français   | 14 | 3  | 0 | 11 | 0  | 0  | 20   | retrocesse in Excellence |
| 8. | Avia Club        | 14 | 2  | 1 | 11 | 0  | 0  | 19   | retrocesse in Excellence |

#### Gruppo B
|    | Squadra                  | G  | V  | N | P  | PF | PS | P.ti | Qualificazione           |
| -- | ------------------------ | -- | -- | - | -- | -- | -- | ---- | ------------------------ |
| 1. | R.C. de France           | 14 | 12 | 0 | 2  | 0  | 0  | 38   | finale                   |
| 2. | Championnet              | 14 | 8  | 0 | 6  | 0  | 0  | 30   |                          |
| 3. | EV Bellegarde            | 14 | 8  | 0 | 6  | 0  | 0  | 30   |                          |
| 4. | Rupella                  | 14 | 8  | 0 | 6  | 0  | 0  | 30   |                          |
| 5. | Clermont-Ferrand         | 14 | 7  | 0 | 7  | 0  | 0  | 28   | retrocesse in Excellence |
| 6. | ASC Ouest Parigi         | 14 | 6  | 0 | 8  | 0  | 0  | 26   | retrocesse in Excellence |
| 7. | Monaco                   | 14 | 5  | 0 | 9  | 0  | 0  | 24   | retrocesse in Excellence |
| 8. | Hirondelles des Coutures | 14 | 2  | 0 | 12 | 0  | 0  | 18   | retrocesse in Excellence |

### Fase finale
| Squadra 1      | Risultato | Squadra 2 |
| -------------- | --------- | --------- |
| R.C. de France | 58-53     | P.U.C.    |

| Nationale 1950-1951      |
| ------------------------ |
| R.C. de France 1º titolo |

## Formazione vincitrice
| N° | Naz.                | Ruolo | Sportivo           |  | Alt. |  |
| -- | ------------------- | ----- | ------------------ |  | ---- |  |
|    | Ungheria (bandiera) | C     | Ferenc Németh      |  |      |  |
|    | Francia (bandiera)  | A     | Jacques Freimuller |  | 182  |  |